# Героите на джунглата
„Героите на джунглата“ (на френски: Les As de la jungle; на английски: The Jungle Bunch) е френска компютърна анимация от 2017 г., базиран на едноименния анимационен сериал. Режисьор е Дейвид Алo, който е съсценарист със Ерик Тости и Жан-Франсоа Тости. Премиерата му се състои в анимационния фестивал „Анси“ на 13 юни 2017 г. и излиза по кината на 26 юли 2017 г. във Франция.

## Актьорски състав

### Оригинален френски дублаж
- Филип Бозо – Морис
- Лоран Мортийо – Гилберт
- Паскал Касанова – Мигел
- Селин Монсара – Батрисия
- Еманюел Кюртил – Ал
- Пол Борн – Боб
- Майк Дара – Наташа
- Франц Конфиак – Тони
- Ален Дорвал – Голиат
- Ришар Дарбоа – Игор

### Английски дублаж
- Кирк Тортън – Морис
- Кайджи Танг – Джуниър/Тони
- Кам Станс – Мигел
- Андре Гордън – Гилберт/Ал
- Кристофър Кори Смит – Боб
- Ерин Фицджералд – Батрисия
- Дороти Фан – Наташа
- Ричард Епкар – Голиат
- Кийт Силвърщайн – Игор

## Премиера
Филмът излиза по кината във Франция на 26 юли 2017 г. Във Великобритания и Съединените щати излиза на 15 септември, и в Австралия – на 25 януари 2018 г.

## Продължение
Продължението на филма – „Героите на джунглата 2: Около света“ излиза на 16 август 2023 г. Режисьор е Беноит Сомвил, а сценаристи отново са Дейвид Ало, Ерик Тости и Жан-Франсоа Тости.

## В България
В България филмът излиза по кината на 1 септември 2017 г. от „Би Ти Ви Студиос“.

### Нахсинхронен дублаж
| Роля          | Изпълнител                                                                    |
| ------------- | ----------------------------------------------------------------------------- |
| Морис         | Живко Джуранов                                                                |
| Жилбер        | Росен Русев                                                                   |
| Мигел         | Емил Емилов                                                                   |
| Батриция      | Милица Гладнишка                                                              |
| Боб           | Станислав Димитров                                                            |
| Голиат        | Петър Върбанов                                                                |
| Наташа        | Василка Сугарева                                                              |
| Тони          | Иван Велчев                                                                   |
| Игор          | Николай Пърлев                                                                |
| Други гласове | Росен Белов Светломир Радев Цветослава Симеонова Христо Бонин Явор Караиванов |

| Обработка           | Андарта Студио |
| ------------------- | -------------- |
| Режисьор на дублажа | Кирил Бояджиев |